# Чемпионат Каталонии по футболу
Чемпионат Каталонии по футболу (исп. Campionat  de Catalanya) — турнир , который разыгрывался с 1901 по 1940 год.

## История
- 1900-1903 — Кубок Масая (исп. Copa Macaya)
- 1902-1903 — Кубок Барселоны (исп. Copa Barcelona)
- 1903-1940 — Чемпионат Каталонии (исп. Campionat de Catalunya)

Первым чемпионом стал клуб АС Хиспания в 1901 году. Со временем в турнире стали доминировать две команды: Барселона и Эспаньол. В турнире участвовали лишь команды из Каталонии. Победитель турнира участвовал в Кубке Испании. После основания Ла Лиги турнир потерял своё значение, и был расформирован в 1940 году.

## Победители турнира
Барселона: (23, рекорд)
- 1901-02, 1902-03, 1904-05, 1908-09, 1909-10, 1910-11, 1912-13, 1915-16, 1918-19, 1919-20, 1920-21, 1921-22, 1923-24, 1924-25, 1925-26, 1926-27, 1927-28, 1929-30, 1930-31, 1931-32, 1934-35, 1935-36, 1937-38

Эспаньол
- 1903-04, 1905-06, 1906-07, 1907-08, 1911-12, 1914-15, 1917-18, 1932-33, 1936-37, 1939-40

Эспанья : 3
- 1912-13, 1913-14, 1916-17

Европа : 1
- 1922-23

Сабадель : 1
- 1933-34

АС Хиспания : 1
- 1900-01